# Факультет комп'ютерних інформаційних технологій Західноукраїнського національного університету
Факультет комп'ютерних інформаційних технологій Західноукраїнського національного університету створений 1994 року. Факультет є добре знаним в Україні та за її межами осередком підготовки фахівців для ІТ-галузі.
Базою факультету комп'ютерних інформаційних технологій є навчально-лабораторний корпус № 6, що знаходиться за адресою: вул. Олени Теліги, 8, м. Тернопіль.

## Історія
Історія факультету комп'ютерних інформаційних технологій ЗУНУ представлена наступними основними віхами:

### Передумови створення
- 1978 р. — створено науково-дослідну лабораторію № 2 науково-дослідного сектору Тернопільського фінансово-економічного інституту
- 1984 р. — створено галузеву науково-дослідну лабораторію автоматизованих систем збору і обробки інформації (ГНДЛ АСЗОІ)
- 1994 р. — ГНДЛ АСЗОІ реорганізовано в галузеву науково-дослідну лабораторію автоматизованих систем та мереж (ГНДЛ АСМ)

### Витоки
- Кафедра інформаційно-обчислювальних систем та управління (ІОСУ) було створено 29 червня 1989 р. при Факультеті економічного та соціального планування Тернопільського фінансово-економічного інституту на базі галузевої науково-дослідної лабораторії автоматизованих систем збору і обробки інформації.

### Заснування
1994р — створення факультету комп'ютерних інформаційних технологій (ФКІТ) Тернопільського національного економічного університету (ТНЕУ) створений на базі кафедри інформаційно-обчислювальних систем і управління та двох лабораторій.
Із моменту започаткування (1994 р.), підготовка студентів здійснювалась за спеціальністю «Економічна інформатика та автоматизовані систем управління (АСУ)» у двох академічних групах.
На базі кафедри інформаційних обчислювальних систем і управління (ІОСУ), що вела підготовку фахівців за спеціальністю «Економічна інформатика і АСУ» (на факультеті економіки і управління), були створені кафедри:
- моделювання та оптимізації економічних систем і процесів (МОЕСП)
- технології обробки економічної інформації (ТОЕІ).

### Розвиток
- З 1995 р. — спеціальність «економічна інформатика та АСУ» згідно з наказами Міносвіти України перетворена на «Інформаційні системи в менеджменті» (нині «економічна кібернетика»;
- 1996 р. — на ФКІТ розпочато підготовку фахівців із спеціальності «Комп'ютерні системи та мережі» (спеціалізація «Захист інформації в комп'ютерних системах»), в результаті чого створено нову кафедру;
- 1996 р. — відкрито спеціальність «Інформаційні системи в менеджменті (ІСМ)», а також спеціалізацію «Системи комп'ютерної безпеки в державних і приватних структурах» (при спеціальності ІСМ);
- 1998 р. — на ФКІТ починається підготовка магістрів за спеціальністю «Економічна кібернетика», переважна більшість випускників першого випуску якої починають працювати викладачами Університету або навчаються в аспірантурі;
- 1998 р. — наказом Міносвіти та науки України в структурі факультету (а тоді — інституту) створено Самбірський факультет прикладного програмного забезпечення;
- 2000 р. — факультет забезпечує підготовку висококваліфікованих фахівців з комп'ютерної техніки за напрямками «Економіка» та «Комп'ютерна інженерія» із спеціальностей «Економічна кібернетика» і «Комп'ютерні системи та мережі»;
- 2000 р. — реорганізація кафедри спеціалізованих комп'ютерних систем та створення на її основі двох кафедр: «Безпеки інформаційних технологій» та «спеціалізованих комп'ютерних систем», а також створення при кафедрі «Безпеки інформаційних технологій» секції «Комп'ютерного моделювання та обробки зображень»;
- 2000 р. — створення кафедри «Комп'ютерних наук»;
- 2000 р. — реорганізація кафедри «Технології обробки економічної інформації» (ТОЕІ) та створення двох кафедр: «Інтелектуалізованих інформаційних технологій» та «Міжнародна інформація»;
- 2002 р. — при факультеті було створено кафедру англійської мови в комп'ютерних технологіях (АМКТ), яка після впорядкування структури Університету була реорганізована в секцію АМКТ кафедри англійської мови для облікових спеціальностей;
- 2004 р. при факультеті (а тоді — інституті) згідно договору про співробітництво між ТДЕУ та Університетом штату Мейн (UMaine), Ороно (США) було створено Американсько-український факультет з комп'ютерних наук і технологій, який з 2005—2006 н.р. переходить в українсько-американську програму з комп'ютерних наук (УАП), а пізніше до складу навчально-наукового інституту міжнародних економічних відносин ім.  Б. Д. Гаврилишина ТНЕУ;
- 2008 р. — створення кафедри «Комп'ютерної інженерії» шляхом перейменування кафедри «Безпеки інформаційних технологій»;
- 2017 р. — створення кафедри «Кібербезпеки».

На сьогоднішній день до складу факультету входять кафедри: «Інформаційно-обчислювальних систем і управління»; «Комп'ютерної інженерії»; «Економічної кібернетики та інформатики»; «Комп'ютерних наук»; «Спеціалізованих комп'ютерних систем» та «Кібербезпеки».

## Сучасність

### Висококваліфікований професорсько-викладацький склад
На факультеті комп'ютерних інформаційних технологій навчальний процес забезпечує 191 працівник, з яких штатні посади займають 120 чол., а сумісники — 71 чол. У складі науково-педагогічних працівників факультету, у науковій роботі ФКІТ задіяно штатними 82 науково-педагогічних працівники. Із них 8 — доктори наук, 54 — кандидати наук, професори, 20 викладачів без наукових ступенів.

### Міжнародна діяльність
На сьогоднішній день на рівні університету та факультету підписані угоди, які створюють можливість широкомасштабної наукової та освітньої співпраці в галузі інформаційних технологій із університетами світу. На факультеті функціонують 11 діючих угод із закордонними вищими навчальними закладами, предметом яких є проведення спільної наукової діяльності, забезпечення можливості викладання та обміну викладачами, забезпечення обміну студентами через можливості отримання подвійних дипломів. На основі підписаних угод науковцями ФКІТ спільно із науковцями зарубіжних країн виконано понад 10 міжнародних двосторонніх проектів та проектів за програмами INTAS, NATO, STCU, NSF, CRDF.

### Практичні навички у навчанні
Практична підготовка студентів — це обов'язкова компонента навчальної програми для здобуття кваліфікаційного ступеня. При підготовці бакалаврів практичне навчання студентів здійснюється за допомогою організації двох форм практики: проектно-технологічної та переддипломної. При підготовці магістрів практичне навчання студентів здійснюється за допомогою організації виробничого та переддипломного стажування.
З метою поглиблення практичної підготовки студентів, на факультеті комп'ютерних інформаційних технологій створено тренінговий центр підготовки фахівців ІТ, який передбачає проведення ключових лекцій та практичних занять компаніями та викладачами ФКІТ. Співпраця із компаніями також передбачає і коригування навчальних планів при підготовки студентів.

### Культурно-масова та спортивна робота факультету
Інтелект, креативність, почуття такту, наполегливість, працьовитість — це лише частина основних рис, які характеризують студентів ФКІТ. На ФКІТ навчаються талановиті поети, музиканти, піснярі, режисери, актори. Чимало студентів беруть участь у гуртках художньої самодіяльності ЗУНУ їх пісні лунають на посвяті у студенти, різноманітних концертах і конкурсах; вироби, зроблені їхніми руками, прикрашають і милують око у виставкових залах університету.
Нам є чим пишатись — креативні студенти ФКІТ створили університетський телевізійний проект «PROJECT U».
Кращими студентами-спортсменами, які навчались та навчаються на факультеті є Галина Каплун, Євген Виноградов, Ольга Калініна, Ольга Ляхова, Антон Рудник, Маргарита Твердохліб, Тетяна Фетіскіна.

### Наукова робота факультету

Засідання підкомісії інженерії програмного забезпечення МОН в ТНЕУ

На факультеті з березня 2002 року працює спеціалізована вчена рада по захисту кандидатських дисертацій. Зараз діючими є 05.13.05 «Комп'ютерні системи та компоненти» та 05.13.06 «Інформаційні технологи».
З 2002 року на факультеті видається тримовний фаховий науково-технічний журнал «Комп'ютинг», який є фаховим виданням в галузі технічних наук і внесений до каталогу періодичних видань України. Журнал індексований такими науко метричними базами: Index Copernicus International, Finnish publication forum, Norwegian Social Science Data Services, Google Scholar, Scopus.
На ФКІТ сформовані наукові школи під керівництвом провідних науковців факультету: проф. Саченка А. О., проф. Дивака М. П., проф. Николайчука Я. М., проф. Боднара Д. І., проф. Березького О. М.
З 20 травня 2011 року започатковано проведення щорічної Всеукраїнської конференції з міжнародною участю «Сучасні комп'ютерні інформаційні технологи». Основними напрямами роботи конференції є: математичні моделі об'єктів та процесів; комп'ютерні мережеві технології; спеціалізовані комп'ютерні системи; системи штучного інтелекту; інженерія програмного забезпечення; комп'ютерні технології інформаційної безпеки; інформаційно-аналітичне забезпечення економічної діяльності.
Підвищення якості підготовки фахівців в галузі інформаційних технологій в значній мірі досягається за рахунок розвитку студентської науки на факультеті. На кожній кафедрі функціонують наукові гуртки, студенти беруть участь у науково-дослідних проектах. Щорічно студенти ФКІТ публікують понад 30 праць у провідних фахових виданнях України, у матеріалах міжнародних конференцій, презентують понад 100 доповідей на різних наукових форумах.
Команди факультету зі спортивного програмування беруть активну участь у щорічній міжнародній студентській олімпіаді з програмування під егідою Асоціації обчислювальної техніки (АСМ/ІСРС), Всеукраїнській студентській олімпіаді з програмування, міжнародній олімпіаді «КРІ-OPEN», міжнародній школі з програмування в ХНУРЕ.
Протягом останніх років студенти на високому рівні представляють ЗУНУ на Всеукраїнському конкурсі студентських наукових робіт в таких галузях, як: інформатика та кібернетика, інформатика, обчислювальна техніка та автоматизація, інформаційні технологи, інформаційна безпека, економічна кібернетика. Щорічно понад 10 студентів факультету стають переможцями та призерами, отримавши дипломи 1-3 ступенів.
Перелік спеціальностей (освітніх програм) підготовки фахівців на ФКІТ ЗУНУ
| № з/п | Освітній ступінь бакалавр, спеціальності (освітні програми) | Освітній ступінь магістр                            | Освітньо-науковий ступінь доктора філософії         |
| ----- | ----------------------------------------------------------- | --------------------------------------------------- | --------------------------------------------------- |
| 1.    | Економіка (Економічна кібернетика)                          | Інформаційні технології в економіці                 |                                                     |
| 2.    | Інформаційні системи та технології                          | -                                                   | -                                                   |
| 3.    | Комп'ютерні науки                                           | Комп'ютерні науки та інформаційні технології        | Комп'ютерні науки                                   |
| 4.    | Комп'ютерні науки                                           | Управління проектами                                | Комп'ютерні науки                                   |
| 5.    | Інженерія програмного забезпечення                          | Інженерія програмного забезпечення                  | Інженерія                                           |
| 6.    | Комп'ютерна інженерія                                       | Комп'ютерна інженерія                               | Комп'ютерна інженерія                               |
| 7.    | Автоматизація та комп'ютерно-інтегровані технології         | Автоматизація та комп'ютерно-інтегровані технології | Автоматизація та комп'ютерно-інтегровані технології |
| 8.    | Системний аналіз                                            | Системний аналіз                                    | Системний аналіз                                    |
| 9.    | Кібербезпека                                                | -                                                   | -                                                   |

|  |  |  |  |  |

## Кадровий склад

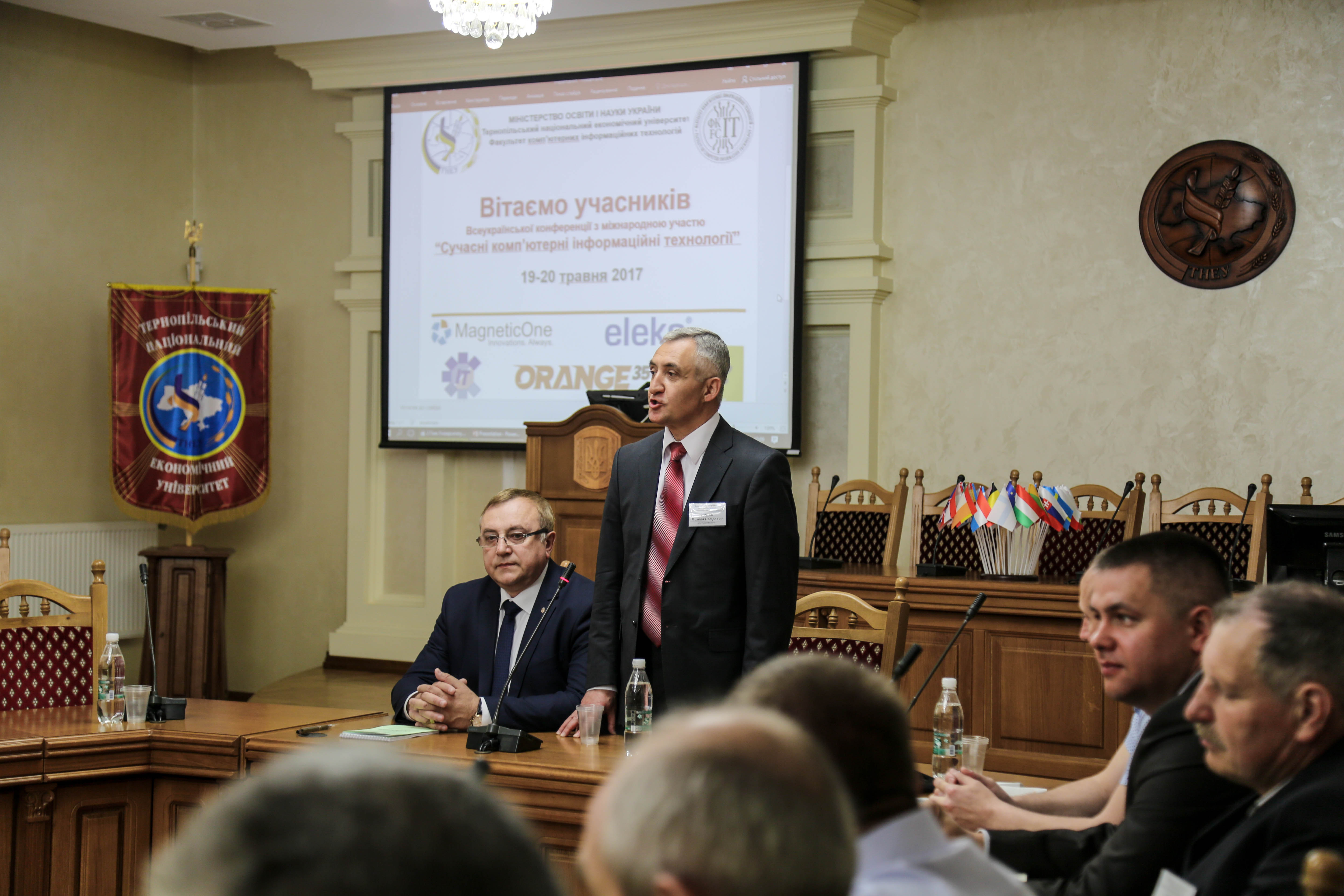
Декан ФКІТ — Дивак М. П.

Кадровий склад адміністрації факультету:
- Якименко Ігор Зіновійович — декан факультету, кандидат технічних наук, доцент;
- Коваль Василь Сергійович — заступник декана факультету, кандидат технічних наук, доцент;
- Гончар Людмила Іванівна — заступник декана з виховної роботи, кандидат економічних наук, доцент;
- Манжула Володимир Іванович — заступник декана з наукової роботи, кандидат технічних наук, доцент;
- Яковів Василь Іванович — відповідальний за спортивно-масову роботу;
- Ясінчук Світлана Миколаївна — т.в.о. спеціаліста деканату;
- Гуска Віталій Михайлович — старший диспетчер деканату.

Декани
- Саченко Анатолій Олексійович — 1994—2004 р.
- Дивак Микола Петрович — від 2005 — 2023 р.
- Якименко Ігор Зіновійович — від 2023 — донині.

Студентське самоврядування факультету:
- Новосад Станіслав Олександрович — студентський декан;
- Коцій Назарій Михайлович — перший заступник студентського декана;
- Новосад Анастасія Олександрівна — другий заступник/ секретар;
- Корінь Оксана Михайлівна — голова профкому;
- Темчук Наталія Сергіївна — заступник голови профокому;
- Тарасюк Віктор Олександр Мар'янович — голова культмасової роботи;
- Махніцька Валентина Романівна — голова житлово-побутового комітету(студком);
- Опалько Олег Олександрович — відповідальний за науковий сектор;
- Долинюк Олексій Степанович — відповідальний за спортивний сектор.

## Вчена рада факультету
Склад вченої ради факультету комп'ютерних інформаційних технологій ТНЕУ (2017/18 навчальний рік):
- Дивак Микола Петрович — голова Вченої ради, доктор технічних наук, професор, декан факультету комп'ютерних інформаційних технологій;
- Коваль Василь Сергійович — заступник голови Вченої ради, кандидат технічних наук, доцент кафедри інформаційно-обчислювальних систем і управління, заступник декана ФКІТ;
- Касянчук Михайло Миколайович — вчений секретар ради, кандидат фізико-математичних наук, доцент кафедри комп'ютерної інженерії — ;
- Саченко Анатолій Олексійович — доктор технічних наук, професор, заслужений винахідник України, завідувач кафедри інформаційно-обчислювальних систем і управління;
- Николайчук Ярослав Миколайович — доктор технічних наук, професор, завідувач кафедри спеціалізованих комп'ютерних систем;
- Березький Олег Миколайович — доктор технічних наук, професор, завідувач кафедри комп'ютерної інженерії;
- Буяк Леся Михайлівна — доктор економічних наук, доцент, завідувач кафедри економічної кібернетики та інформатики;
- Пукас Андрій Васильович — кандидат технічних наук, доцент, завідувач кафедри комп'ютерних наук;
- Якименко Ігор Зіновійович — кандидат технічних наук, доцент кафедри комп'ютерної інженерії, заступник декана ФКІТ;
- Адамів Олег Петрович — кандидат технічних наук, доцент кафедри економічної кібернетики та інформатики;
- Паздрій Ігор Ростиславович — кандидат технічних наук, доцент кафедри комп'ютерної інженерії — голова профбюро ФКІТ;
- Пасічник Роман Мирославович — доктор технічних наук, доцент кафедри економічної кібернетики та інформатики;
- Манжула Володимир Іванович — кандидат технічних наук, доцент кафедри комп'ютерних наук, заступник декана ФКІТ з наукової роботи;
- Папа Олександр Андрійович — завідувач навчальних комп'ютерних лабораторій ФКІТ;
- Яцків Василь Васильович — доктор технічних наук, в.о. завідувача кафедри кібербезпеки;
- Шпінталь Михайло Ярославович — кандидат технічних наук, доцент кафедри комп'ютерних наук;
- Гончар Людмила Іванівна — кандидат економічних наук, доцент кафедри комп'ютерних наук, заступник декана ФКІТ з виховної роботи;
- Шевчук Руслан Петрович — кандидат технічних наук, доцент кафедри комп'ютерних наук, директор Самбірського навчально-консультаційного центру;
- Сегін Андрій Ігорович — кандидат технічних наук, доцент кафедри спеціалізованих комп'ютерних систем;
- Комар Мирослав Петрович — кандидат технічних наук, доцент кафедри інформаційно-обчислювальних систем і управління;
- Махніцька Валентина Романівна — студентка групи КН-31;
- Яхван Діана Володимирівна — студентка групи ЕКм–51;
- Новосад Станіслав Олександрович — студент групи КН-22, студентський декан ФКІТ.

## Підрозділи

### Кафедра економічної кібернетики та інформатики[1]
Кафедра економічної кібернетики та інформатики заснована у 1994 році і є випусковою для спеціальностей «Системний аналіз», «Інформаційні системи та технології» та випускова за освітньою програмою «Економічна кібернетика» для освітніх рівнів магістра та бакалавра. Кафедра забезпечує викладання циклу математичних, комп'ютерно-інформаційних і економіко-математичних дисциплін. Професорсько-викладацький склад кафедри нараховує 19 чоловік, з них: 5 докторів наук, 9 кандидатів наук та 6 викладачів, які здійснюють крім педагогічної і науково-дослідну роботу. Завідувач кафедри — д.е.н, доцент Буяк Леся Михайлівна)

### Кафедра інформаційно–обчислювальних систем і управління[2]
Кафедра інформаційно-обчислювальних систем та управління створена 29 червня 1989 року на базі Галузевої науково-дослідної лабораторії автоматизованих систем і мереж (ГНДЛ АСМ), розробки якої були впроваджені на ряді підприємств електронної та авіаційної промисловості. ГНДЛ АСМ стала також основою для створення у серпні 2004 року Науково-дослідного інституту інтелектуальних комп'ютерних систем. Зараз кафедра навчає студентів за спеціальністю «Комп'ютерні науки та інформаційні технології» за бакалаврською програмою та «Управління проектами» і «Комп'ютерні науки» за магістерською програмою. Завідувач кафедри — д.т.н., проф. Саченко А. О)

### Кафедра комп'ютерних наук[3]
Кафедра комп'ютерних наук створена у 2000 році на базі кафедри безпеки інформаційних технологій та секції комп'ютерного моделювання та обробки зображень. Кафедра випускова за спеціальністю «Інженерія програмного забезпечення». Завідувачами кафедри були д.т.н., проф. Петришин Л. Б., д.т.н., проф. Дивак М. П., а також нині — к.т.н., доц. Пукас А. В)

### Кафедра комп'ютерної інженерії[4]
Кафедра комп'ютерної інженерії заснована у 1996 році і є випусковою з спеціальності «Комп'ютерна інженерія» освітніх рівнів магістра та бакалавра. За кафедрою закріплені 3 сучасні спеціалізовані лабораторії, в яких проводяться лабораторні роботи з дисциплін усього циклу проектування, адміністрування та дослідження комп'ютерних систем та мереж. На кафедрі працюють 4 професори, 8 доцентів та 8 викладачів, які здійснюють крім педагогічної ще й науково-дослідну роботу в рамках госпдоговірних та держбюджетних тем.
Завідувач кафедри — д.т.н., проф. Березький О. М)

### Кафедра спеціалізованих комп'ютерних систем[5]
Кафедра спеціалізованих комп'ютерних систем (СКС) заснована у 1996 р. як підрозділ Інституту комп'ютерних інформаційних технологій. В 2000 році вона реорганізована у випускову кафедру за спеціальністю «Спеціалізовані комп'ютерні системи». З 2014 р. здійснює підготовку фахівців за спеціальністю «Автоматизація та комп'ютерно-інтегровані технології», програма підготовки яких включає, як фундаментальні дисципліни, так і дисципліни з проектування та програмування мікропроцесорних модулів та систем.
Основними сферами наукових досліджень кафедри СКС є розвиток теорії ентропійних джерел інформації, кореляційного та спектрального аналізу у різних теоретико-числових базисах та методи опрацювання інформаційних потоків.
Очолює кафедру д.т.н., професор Николайчук Я. М.)

### Кафедра кібербезпеки[6]
Кафедра кібербезпеки створена 30 серпня 2017 року і є випусковою за спеціальністю «125-Кібербезпека». Викладачі кафедри проводять наукові та прикладні дослідження в галузі мережного захисту інформації, безпровідних сенсорних мереж та надійності передачі даних на основі модулярних корегуючих кодів. Результати досліджень впроваджуються при виконанні госпдоговірних та держбюджетних тем. Завідувач кафедри — д.т.н., доц. Яцків В. В)

## Відомі випускники
- Савчишин Р. — засновник ІТ компанії MagneticOne;
- Палій І. — к.т.н., бізнес аналітик ELEKS;
- Карпінський Б. — провідний інженер південнокорейської корпорації Samsung Electronics;
- Lazaros Markopoulos — IT admin (Technological Institute of Western Macedonia, Greece);
- Вихрущ В. — Software Developer (США);
- Яцинич А. — Software Developer (SOTI Inc., Канада);
- Яцинич (Драбик) Н. — Quality Assurance Engineer (SOTI Inc., Канада);
- Дивак Т. — к.т.н., Team Lead (SoftServe);
- Решетило В. — Web-designer (Plumrocket Inc.);
- Сімчук Р. — Automation Quality Assurance (Maytech.net);
- Дмитрів В. — Graphic Designer (Mercedes-Benz Kiev Fashion Days);
- Стахів Ю. — програміст (Maytech.net);
- Гаврилюк М. — Senior Developer (Oracle);
- Ничипорук В. — Software Developer (SoftServe);
- Кушнірук Ю. — Software Developer (Comarch);
- Мандзій (Хмурич) І. — Project Manager (API2Cart — MagneticOne);
- Ерм О. — Lead Software Engineer (EPAM Systems);
- Потравич О. — Frontend Developer (Artes);
- Грищук М. — JS Developer (JSSolutions);
- Рудяк Р. — .NET Developer (ELEKS);
- Кашапов Ф. — Software Engineer (ELEKS);
- Маркевич І. — .Net Developer (Meninx AG);
- Миць О. — Quality Assurance (Meninx AG);
- Ющик С. — ASP.NET Developer (Intellias);
- Сівер Д. — Developer (ISDC UA);
- Мачула В. — Software Engineer (ELEKS);
- Шупувал Р. — Developer (ELEKS);
- Стеранчак А. — Project Manager (ELEKS);
- Жеребний В. — Software Developer (ELEKS);
- Рибачок Р. — Web Developer (MagneticOne);
- Салавага О. — Quality Assurance (ELEKS);
- Пельо Л. — Software Engineer (GMSU);
- Чича В. — Tester (Luxoft);
- Мошонець О. — Quality Assurance (Zillya Antivirus);
- Капура С. — Software Developer (ELEKS).